# KiEw
KiEw ist ein deutsches Rhythm-’n’-Noise-Musikprojekt aus Lüneburg.

## Geschichte
KiEw wurde Ende 1990 von Andreas Thedens gegründet. Nach anfänglichen avantgardistischen Dada-Industrial-Klangexperimenten entwickelte sich die Musik weiter zu Rhythm ’n’ Noise. KiEw sind in ihrem eigenständigen und oft nicht ganz eingängigem Klang beeinflusst durch Techno, Breakbeat und Punk.
Zentrale Themen bei KiEw sind Geisteskrankheiten, Schizophrenie, Irrenanstalten und Therapieformen wie Videotherapie, Audiotherapie oder Tanztherapie, die bei den Konzerten und Performances ihren Ausdruck finden.
Das erste Line-up von KiEw bestand aus Gründer Andreas „Thedi“ Thedens und seinen Schulfreunden Thilo Eichenberg, Birk Lübberstedt und Jan Michel Luckow. Tassilo Schmitt und Thomas „Biwi“ Bierbach kamen während der ersten Aufnahmesessions als neue Bandmitglieder dazu, während Lübberstedt noch 1991 nach den ersten Sessions die Band verließ. Im Dezember 1993 gaben KiEw im Dorfgemeinschaftshaus Ochtmissen in der Nähe von Lüneburg ihr Livedebüt. Kurz vorher verließen Schmitt, der sich nicht mehr mit KiEws Musik und Zielen identifizieren konnte, und Eichenberg, der noch an den Proben teilnahm, die Band. Matthias Kulcke wurde an seiner Stelle der neue Gitarrist und Stephan „Thiemi“ Thiemicke neuer Bassist. Beide waren zu dieser Zeit auch zusammen mit Martin Mälzer und Thorsten Krolow in der Band Mohai aktiv.
KiEw veröffentlichten in der ersten Dekade zahlreiche teils streng limitierte MCs und CDRs, bevor sie 2000 bei Out Of Line unter Vertrag genommen wurden. Im Jahr 2000 verließen auch Thomas Bierbach und Jan Michel Luckow die Band. KiEw blieben bis 2010 ein Trio, bei dem Martin Mälzer offizielles viertes Mitglied wurde. Vorher war Mälzer schon aktiv an einigen Vocalaufnahmen auf den veröffentlichten Alben beteiligt, tauchte als Special Guest bei Konzerten auf und unterstützte KiEws Bühnentontechniker Hauke Dressler seit 2009 auch ab und zu beim Livesound. 2017 verließ Mälzer die Band, KiEw agiert seitdem wieder als Trio.
2016 gründete Andreas Thedens sein eigenes DIY-Label, auf dem neben anderen Projekten aus dem Umfeld der Band auch mehrere KiEw-Releases erschienen. Am 19. Februar 2016 feierten KiEw ihr 25-Jahre-Jubiläum mit einem Festival im Hafenklang Hamburg. Am 2. Oktober 2016 gab es eine Leipzig Edition des Jubiläumsfestes in der Moritzbastei, am 3. Februar 2018 wurde das 27-jährige Jubiläum erneut mit einem ausufernden Festival im Hafenklang gefeiert. 2020 veröffentlichten KiEw die Single Precinct 17 auf dem hauseigenen Label Fischfleischplatten. Ebenfalls 2020, während des Corona-Lockdowns, gaben KiEw ein Radiokonzert in der Sendung Neue Sülze auf Radio ZuSa, welches im Anschluss als Live-Album unter dem Namen Live @ Sülzival 2020 auf Fischfleischplatten als Digital-Release erschien. 
Am 10. August 2024 veröffentlichten KiEw anlässlich ihres Konzerts auf dem Punk-vs-Noise-Festivals im AZ Mülheim ein Live-Album, das dort knapp zwei Jahre zuvor am 17. September 2022 auf dem Destruktiva-XIII-Festival aufgenommen worden war.

## Diskografie

### Alben
- 1998: kiew killz! (CDr, Eigenveröffentlichung; limitierte Auflage von 111 Stück)
- 2001: Divergent (CD, Out of Line)
- 2004: Audiotherapy (CD + DVD, Out of Line)
- 2005: Exit #72 (CD, Remix-Album, Out of Line)
- 2006: Visite (CD, Out Of Line; limitierte Auflage von 500 Stück, erschien zum 15 Jahre KiEw Jubiläumsfest)
- 2010: mental [per]mutation (2 CD, Out of Line)
- 2020: Live @ Sülzival 2020 (Digital, Fischfleischplatten)
- 2024: Live at Destruktiva XIII (MC, Fischfleischplatten)

### Singles & EPs
- 1997: Sauberkeit (CDr, EP, Eigenveröffentlichung; limitierte Auflage von 77 Stück)
- 1999: Aas, 500m (CDr,  EP, Eigenveröffentlichung; drei auf 25 Stück limitierte Editionen, eine auf 75 Stück limitierte Edition)[1]
- 2000: Feierabend (CD, EP, KickBox / Out Of Line)
- 2003: Diskette (CD, EP, Out of Line)
- 2004: Festplatte (12", Out of Line; limitierte Auflage von 300 Stück in weißem Vinyl)
- 2020: Precinct 17 (Digital, Single, Fischfleischplatten)
- 2021: Retrograd VII-IX Remixed (Digital, Single, Fischfleischplatten)

### Pre-KiEw Release-Tapes
- 1991: Operationssaal (MC, Ltd. Edition [10 Exemplare]; Eigenveröffentlichung)
- 1992: Kühlschrank (MC, Ltd. Edition [10 Exemplare]; Eigenveröffentlichung)
- 1993: Untitled (MC, Ltd. Edition [10 Exemplare]; Eigenveröffentlichung)
- 1994: Die Geburt deines Kalbes erfüllt unser Dorf mit Freude (MC, Ltd. Edition [50 Exemplare]; Eigenveröffentlichung)

### Remixe
- 2019: TC75 – Walking On Glass (Remix by KiEw)
- 2017: Hackedei – Matschimatschi (Rematsched von KiEw)
- 2014: Uijuijui – Harmonie am Elbstrand (Remix by KiEw)
- 2014: Xotox – Slå Tillbaka (Remix by KiEw)
- 2012: Hocico – Polarity (Mixed Bipolar Disorder by KiEw)
- 2010: Maelstrom Inc. – Hit Me (KiEw Reconstruction)
- 2009: Caustic – Pull The Pin (Pushed by KiEw)
- 2008: Patenbrigade Wolff – Ostberliner Bauarbeiter (Rohbau Remix by KiEw)
- 2005: Unter Null – Destroy Me (Redestruction by KiEw)
- 2005: Xotox – Rsketensommer (V2 Deconstruction by KiEw)
- 2004: Ayria – Disease (KiEw REtroMIX)
- 2004: Snakeskin – Melissa (Recalled by KiEw)
- 2004: Kontrast – Nr. 1 in der Hölle (KiEw ReKonstrukt)
- 2003: Hocico – Without A God (Left In Ruins by KiEw)
- 2003: Snow In China – Mindsucker (Re:sucked by KiEw)
- 2003: Decoded Feedback – Phoenix (KiEw Reconstruction)
- 2002: Stendal Blast – Hinter den Fenstern (KiEw Klub Mix)

## Weitere Projekte der Künstler
- Kotze im Einkaufswagen: Dada-Punk-Noise-Experimental-Band der KiEw-Mitglieder mit Yannick Hausmann
- 13th Monkey: Techno-Industrial-Projekt von Andreas Thedens mit Harm Bremer
- Sofortmusik: Improvisations-Band von Matthias Kulcke mit Jan Helbig
- Krummhörens Kuhlen: Noise-Soloprojekt von Andreas Thedens
- Thedi: Ambient-Noise-Experimente von Andreas Thedens
- In Dust We Punk: Punk-Industrial-Projekt von Matthias Kulcke